# Javené
Javené (bretonisch: Yaoueneg; Gallo: Javenaé) ist eine französische Gemeinde mit 2.185 Einwohnern (Stand: 1. Januar 2022) im Département Ille-et-Vilaine in der Region Bretagne. Sie gehört zum Arrondissement Fougères-Vitré und zum Kanton Fougères-1.

## Geografie
Javené liegt am Couesnon, vier Kilometer südlich von Fougères. An der nördlichen Gemeindegrenze entspringt der Nançon. Umgeben wird Javené von den Nachbargemeinden Lécousse im Norden, Fougères im Norden und Nordosten, la Selle-en-Luitré im Osten, Luitré-Dompierre im Südosten, Parcé im Süden, Billé im Süden und Südwesten sowie Romagné im Westen und Nordwesten.
Am Nordrand der Gemeinde führt die Route nationale 12 entlang.

## Bevölkerungsentwicklung
| Jahr                       | 1962 | 1968 | 1975 | 1982 | 1990 | 1999 | 2006 | 2013 | 2020 |
| Einwohner                  | 755  | 736  | 856  | 1168 | 1268 | 1517 | 1776 | 2003 | 2116 |
| Quellen: Cassini und INSEE |      |      |      |      |      |      |      |      |      |

## Sehenswürdigkeiten
- Kirche Saint-Martin aus dem 15./16. Jahrhundert (siehe auch: Liste der Monuments historiques in Javené)
- Schloss La Bécannière aus dem 18. Jahrhundert
- Herrenhaus La Génière aus dem 16. Jahrhundert
- Herrenhaus La Grand-Pitière aus dem 17. Jahrhundert
- Herrenhaus La Rivière aus dem 17. Jahrhundert
- Herrenhaus La Tiolais aus dem 16. Jahrhundert

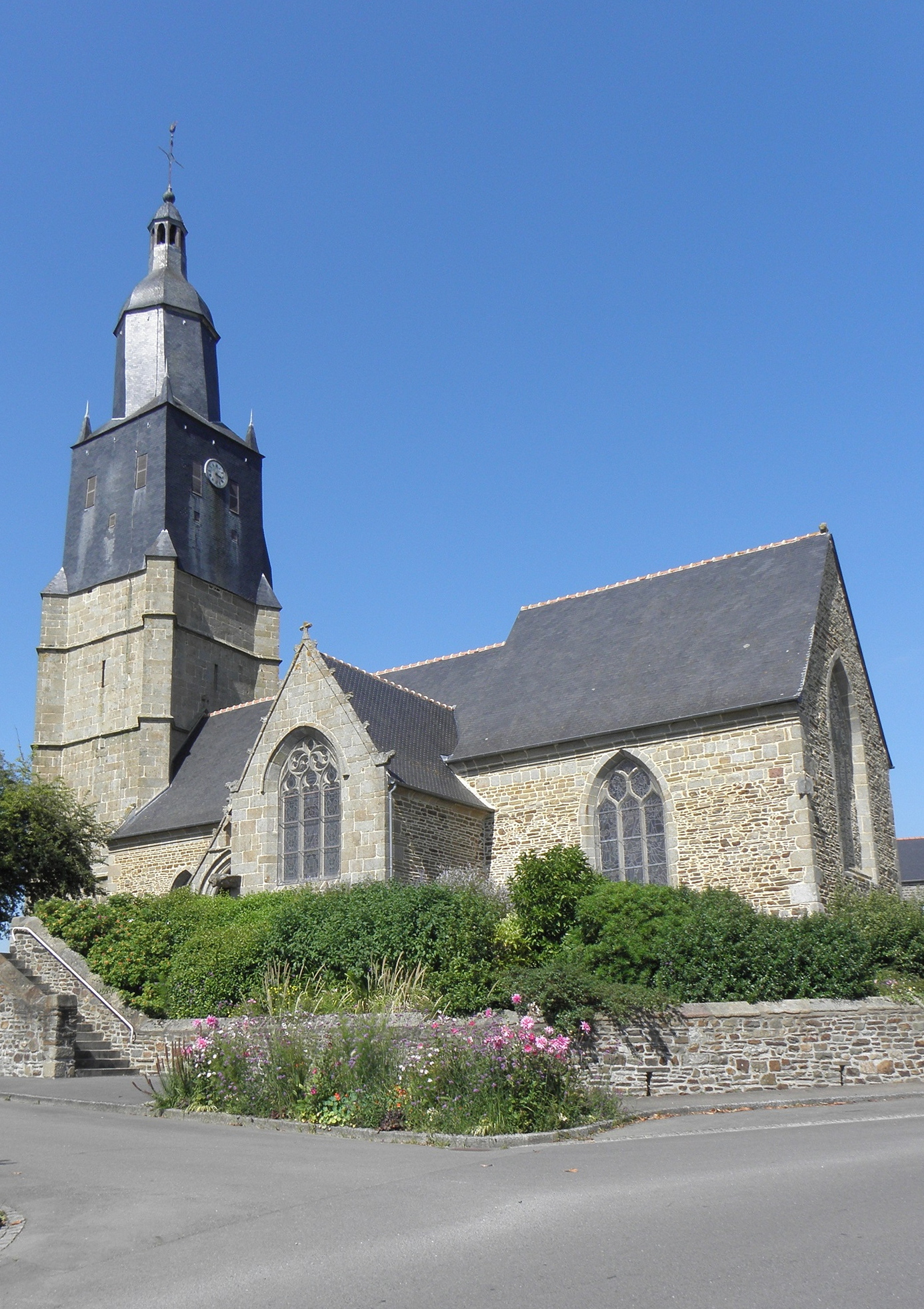
Kirche Saint-Martin
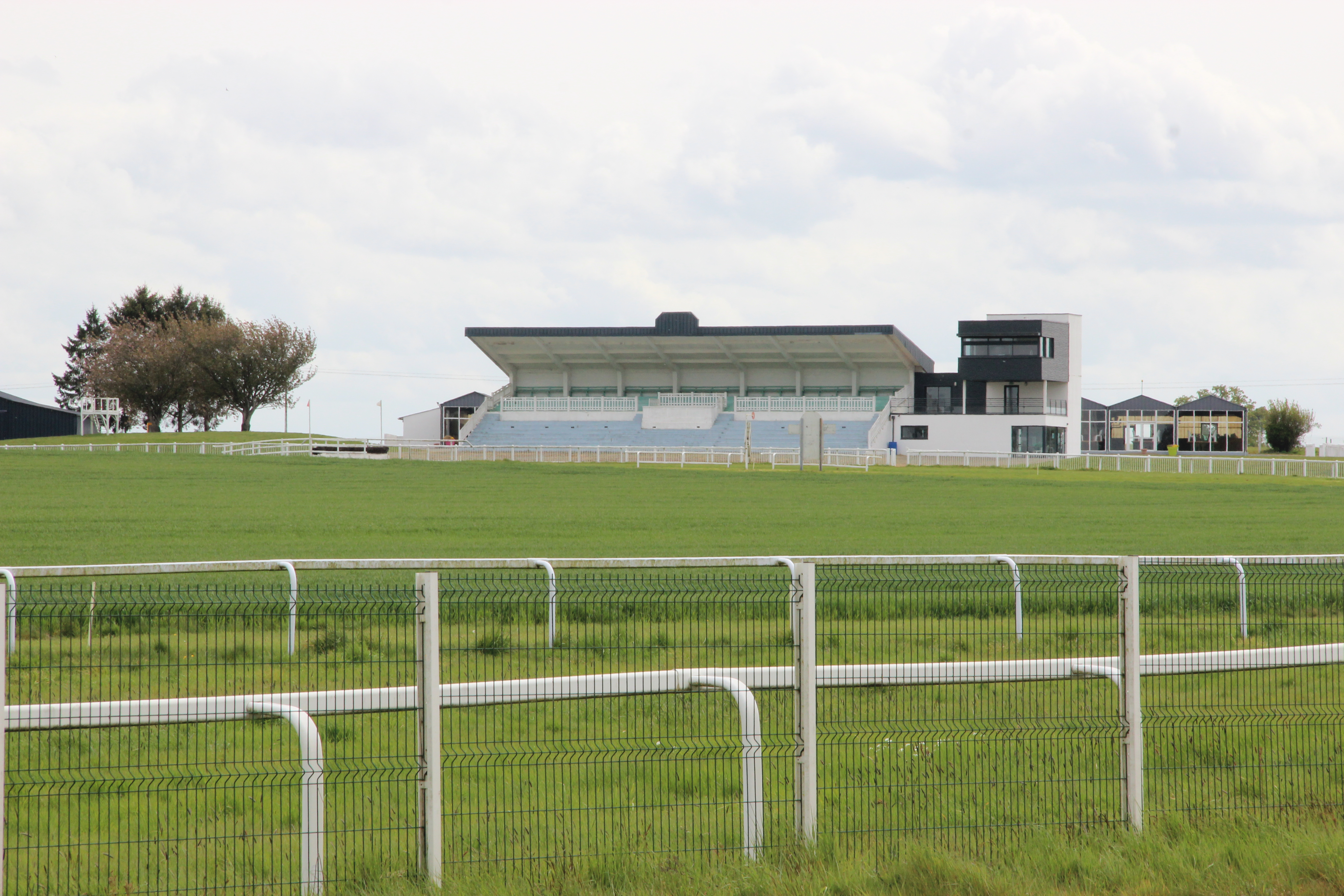
Pferderennbahn
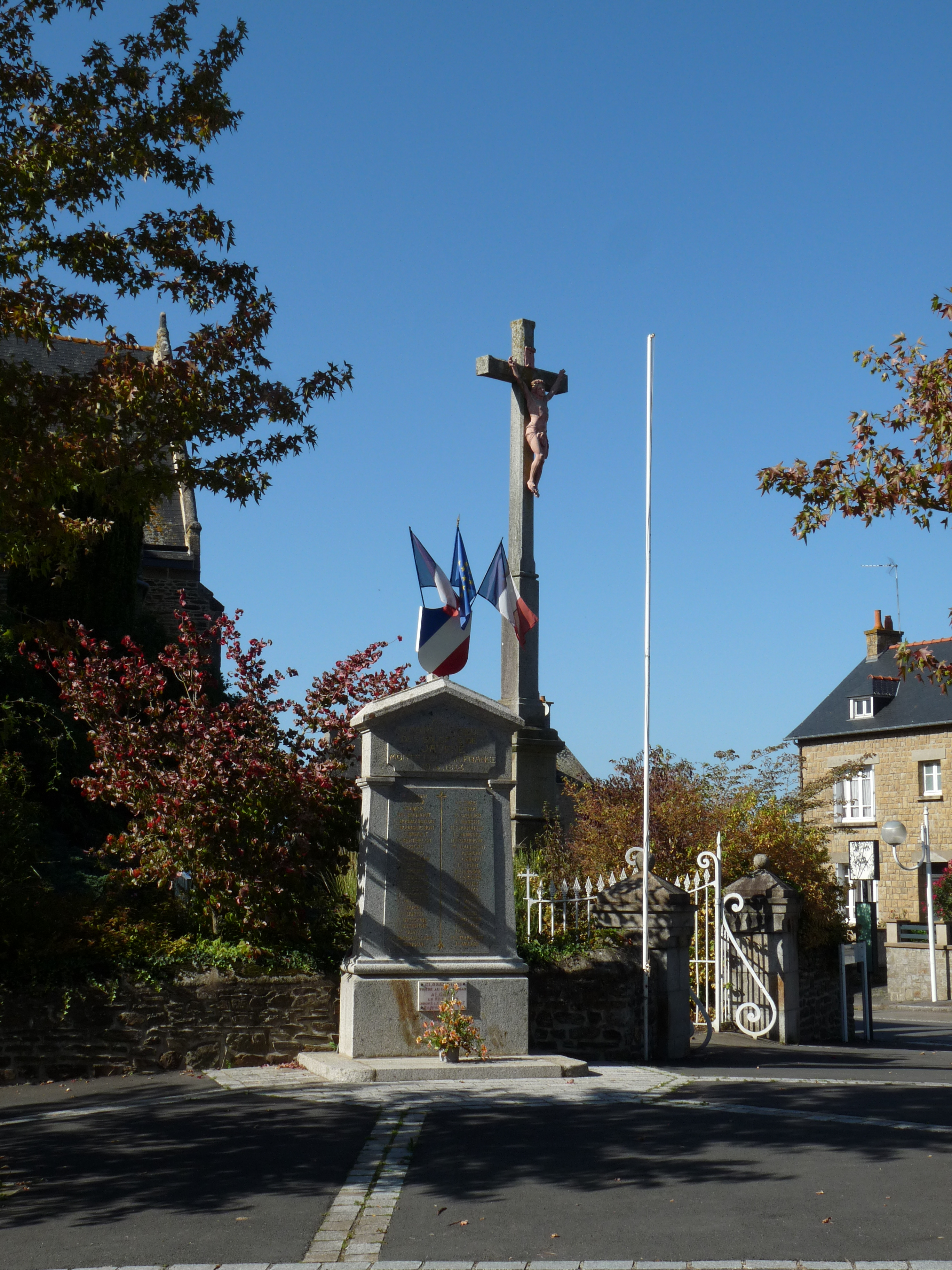
Gefallenendenkmal